# Devon Sawa
Devon Edward Sawa (født 7. september 1978) er en canadisk skuespiller. Han er mest kendt for sine 1990’erne film såsom, Casper, Little Giants, Idle Hands og Wild America.
Han er ældst i en søskendeflok på tre (Lillebror Brandon og søster, Stephanie). De er født i Vancouver, British Columbia i Canada. Deres forældre er Joyce (Production koordinator) og Edward Sawa (Mekaniker). Faren er polsk, og moren er amerikaner.
Han er 183 cm høj. Har et barn som er født i november 2010, Dawni Sahanovitch Sawa.
Han startede sin skuespillerkarriere i starten af 1990'erne. Han havde hovedroller i film som Little Giants, Casper, Wild America, Idle Hands, Slackers, og Final Destination. I 2000 havde han en portrætrolle som Stan i en Eminems musikvideo " Stan" overfor sangerinden Dido, som spillede Stan's kæreste. Sawa har fortsat med at arbejde med individuelle film i de seneste år, herunder Extreme Dating, Shooting Gallery, Devil's Den, Creature Of Darkness og Endure og har også medvirket i TV-serien Nikita.

## Filmografi
- The Odyssey (1992, TV)
- Little Giants (1994)
- Casper (1995)
- Action Man (1995, stemme)
- Now and Then (1995)
- Robin of Locksley (1996, TV)
- Night of the Twisters (1996, TV)
- The Boy's Club (1997)
- Wild America (1997)
- A Cool, Dry Place (1998)
- SLC Punk! (1998)
- Around the Fire (1999)
- Idle Hands (1999)
- Final Destination (2000)
- The Guilty (2000)
- Slackers (2002)
- Extreme Ops (2002)
- Extreme Dating (2004)
- Shooting Gallery (2005)
- Pool Hall Prophets (2005)
- The Devil's Den (2006)
- Hunter's Moon (2006)
- Creature of Darkness (2009)
- Endure (2009)